# Drosera gigantea
Drosera gigantea este o specie de plante carnivore din genul Drosera, familia Droseraceae, ordinul Caryophyllales, descrisă de John Lindley.
Este endemică în:
- Ashmore-Cartier Is..
- Western Australia.

## Subspecii
Această specie cuprinde următoarele subspecii:
- D. g. geniculata
- D. g. gigantea

## Galerie